# Демократическая партия (Турецкая Республика Северного Кипра)
Демократическая партия (ДП; Demokrat Parti, DP; полное официальное название ― Демократическая партия ― Национальные силы,  тур. Demokrat Parti — Ulusal Güçler) ― консервативная политическая партия Турецкой Республики Северного Кипра. Лидером партии является Фикри Атаоглу, сменивший 30 ноября 2019 году на посту председателя партии Сердара Денкташа, сына бывшего президента ТРСК Рауфа Денкташа.

## Описание
Демократическая партия была основана после раскола правящей Партии национального единства (ПНЕ) в 1992 году. Новообразованная Демократическая партия объединилась в 1993 году с партией «Новая заря», которая представляла интересы турецких поселенцев на Северном Кипре и неизменно имела высокий уровень поддержки среди этой категории граждан ТРСК вплоть до выборов 2003 года. Значительное влияние на партию оказал бывший президент Северного Кипра Рауф Денкташ. 
На парламентских выборах в Ассамблею ТРСК, прошедших 20 января 2005 года, Демпартия получила 13,5% голосов избирателей и завоевала 6 из 50 мест в парламенте. Кандидат в президенты ТРСК от Демпартии, Мустафа Арабаджоглу, набрал 13,3% голосов на выборах, состаявшихся 17 апреля 2005 года. На парламентских выборах 19 апреля 2009 года ДП получила 5 из 50 мест и 10,7% голосов избирателей. 
В 2013 году 8 членов парламента вышли из Партии национального единства (ПНЕ) и вступили в ряды Демократической партии. Сама Демпартия впоследствии сменила название на «Демократическая партия ― Национальные силы». На парламентских выборах  в 2013 году ДП значительно улучшила свои результаты и получила 12 из 50 мест и 23,2% голосов избирателей. Затем партия впоследствии стала младшим партнёром коалиционного правительства при Республиканской турецкой партии (РТП). Однако в 2014 году четыре члена парламента вышли из Демпартии, при этом трое из них вступили в Партию национального единства. В июле 2015 года партия стала основной оппозиционной партией против коалиции РТП―ПНЕ. В апреле 2016 Демпартия снова вошла в состав правительства на правах младшего партнёра ПНЕ.
На внеочередных парламентских выборах 2022 года Демократическая партия набрала 7,45 % голосов избирателей и получила 3 места в Ассамблее ТРСК.